# マラー石
マラー石（マラーせき、mallardite、マラード石）は、鉱物（硫酸塩鉱物）の一種。緑礬グループに属する。化学組成は硫酸マンガン(II)の7水和物（MnSO4・7H2O）。単斜晶系。フランスの結晶学者・鉱物学者のフランソワ・エルネスト・マラールにちなみ命名された。
日本では北海道桧山郡上ノ国町早川の上国鉱山でしか発見されていない。マラー石は上国鉱山80m坑7号ヒ西押坑から産し、11月から6月までの寒冷期のみ産し、長さ0.5～12mm、径0.2～1mm毛状、小柱状の多数の微細結晶が霜柱状に集合して坑道壁面や天盤に付着している。絹糸状光沢をし、無色透明（または淡紅色を帯びた白色、半透明）、比重（計算値）1.838、（001）面に劈開が明瞭である。マラー石は室内で容易に脱水し、上国石（jokokuite、MnSO4・5H2O）、アイレス石（ilesite、MnSO4・4H2O）、ズミク石（szmikite、MnSO4・H2O）に変わる。水溶性。